# Zone piétonne

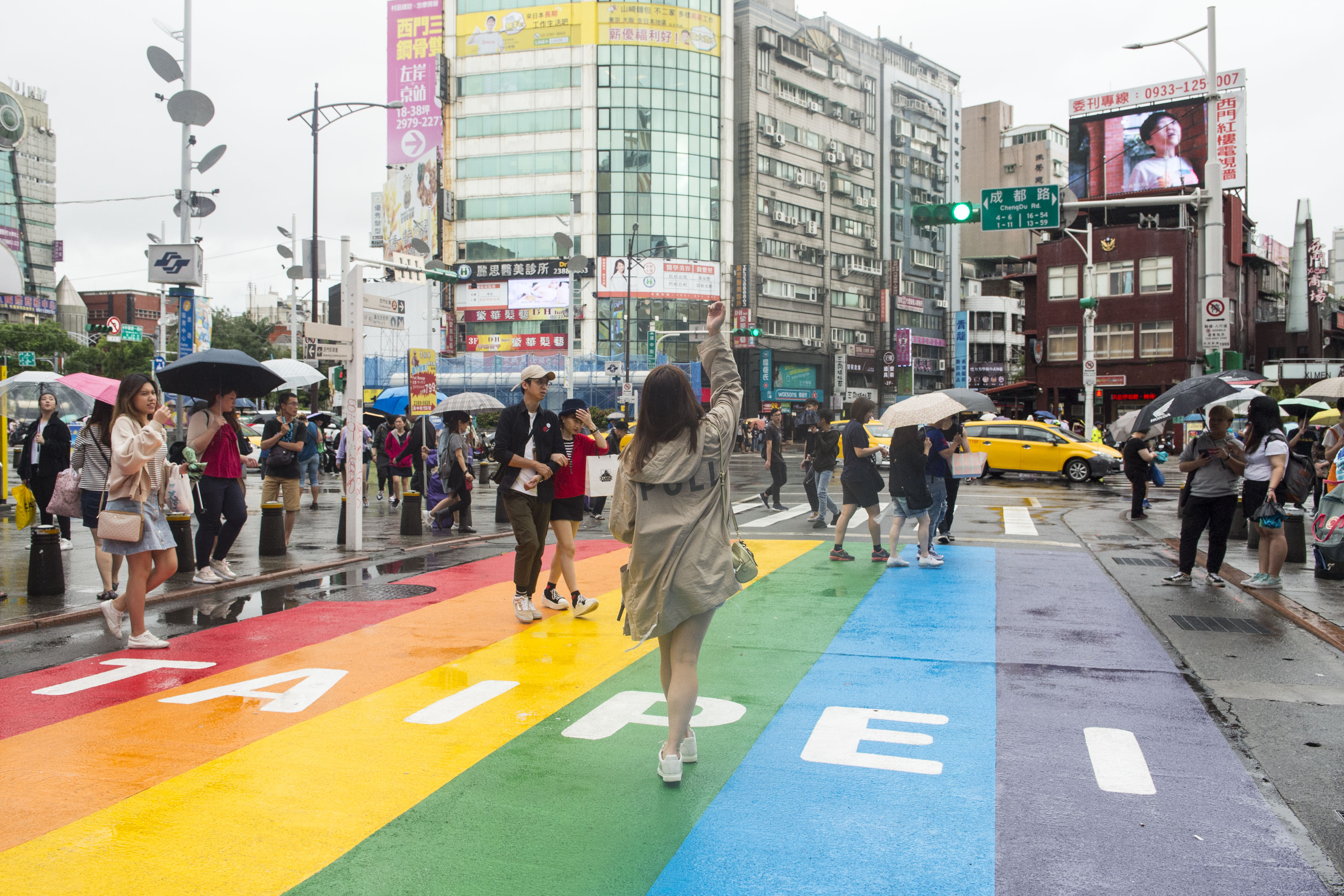
Ximending à Taipei.

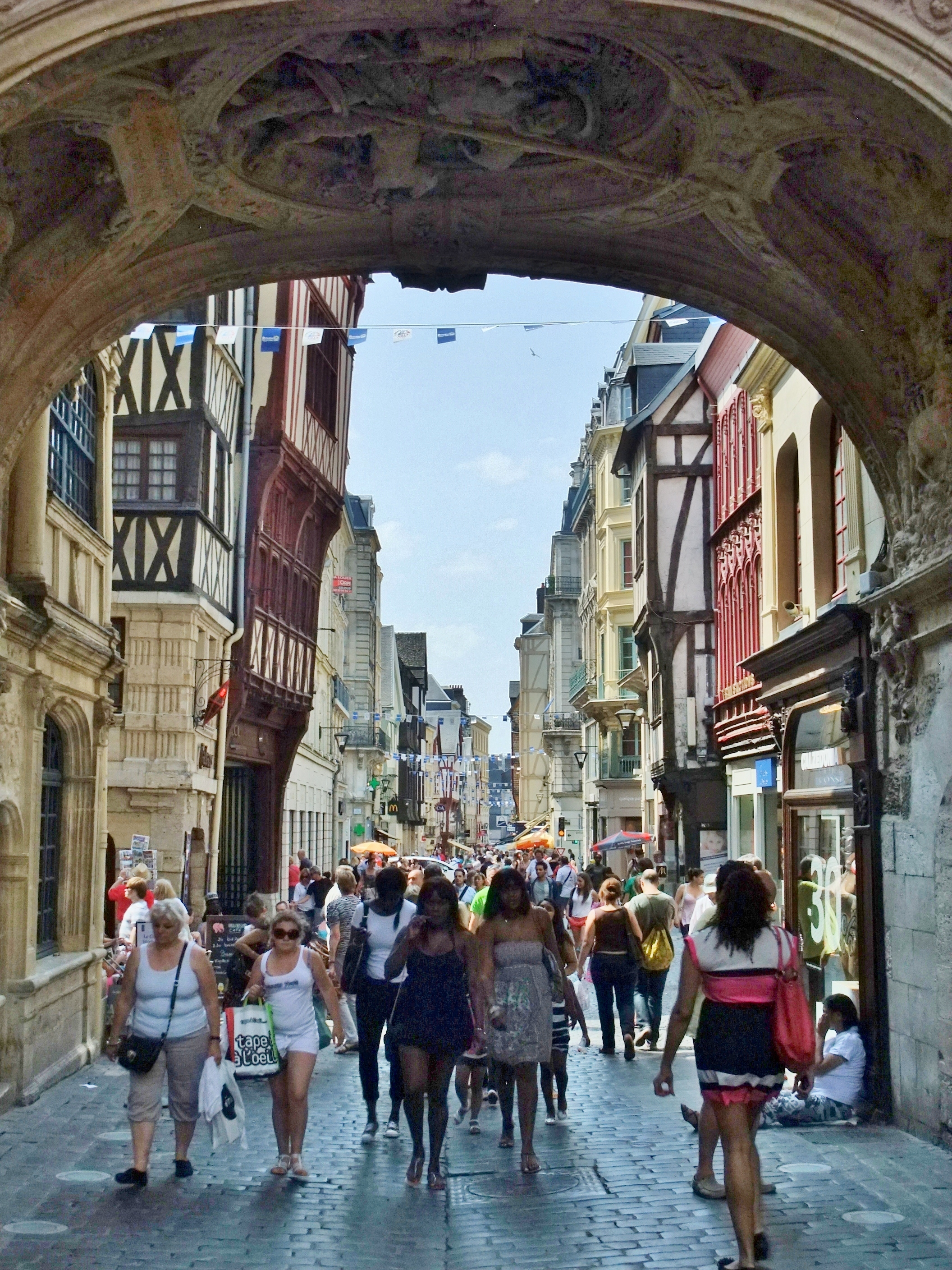
La rue du Gros-Horloge à Rouen, première voie piétonne de France.

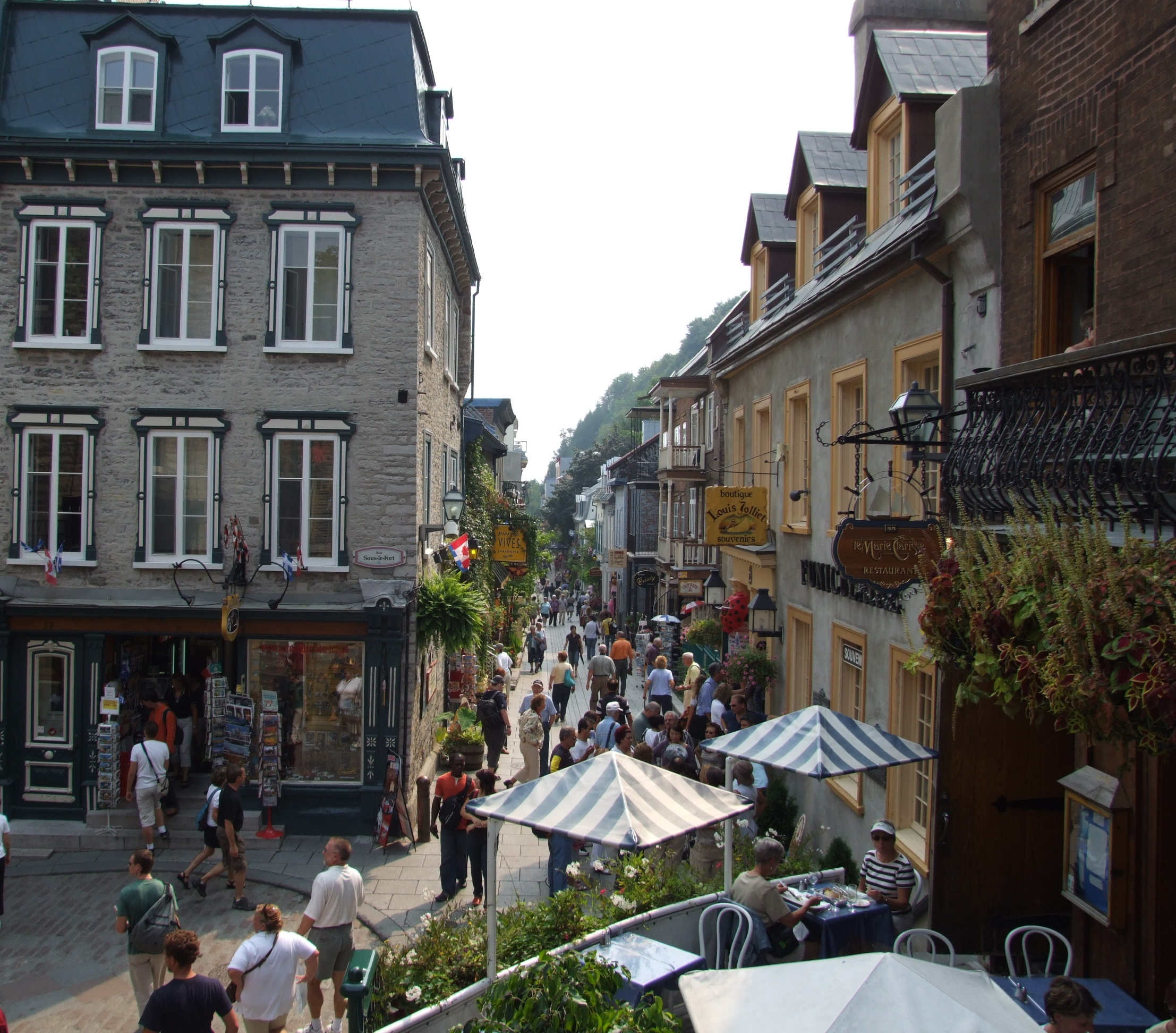
Rue du Petit-Champlain à Québec.

Une zone piétonne, zone piétonnière, zone pour piétons, centre piétonnier, plateau piétonnier ou secteur piétonnier d'une ville est un ensemble de rues et de ruelles où la circulation est réservée aux piétons et souvent également aux cyclistes. Cet ensemble de voies dans lequel la circulation automobile, antérieurement autorisée, a été interdite et la chaussée entièrement réaménagée pour les usages piétonniers voire cyclistes, est caractérisé par des réalisations urbanistiques particulières (élargissement ou disparition des trottoirs, mise en place d'un pavage ou dallage, d'un mobilier urbain spécifique — pose de bornes de voirie et de potelets, de bacs à fleurs —, de plantations, aménagements pour des animations commerciales et festives, etc.).
Ce type d'artère est en général caractérisée par la présence de nombreux commerces.
Le développement de zones piétonnes résulte d'un mouvement d'urbanisme, la piétonnisation ou piétonisation, initié en Europe dès la fin des années 1950. Des projets de semi-piétonnisation se mettent également en place, dans un contexte de mobilité géographique et de changement climatique, entre les différents usages de la chaussée (déplacement et stationnement automobile, espaces piétonniers tels que les trottoirs ou les zones piétonnes…). La piétonnisation ou la semi-piétonnisation de certaines rues dans les centres-villes est une des mesures d'aménagement du territoire les plus importantes qui tendent à y renforcer l'attractivité commerciale et culturelle mais posent le problème de ségrégation modale. Elles réclament ainsi des arbitrages sous contraintes des pouvoirs publics entre les espaces dédiés à l'automobile et ceux aux mobilités dites douces, l'enjeu des municipalités étant non seulement de faire cohabiter les divers modes de déplacement, mais aussi de relier les différents types d'usages et d'usagers. 
Une variante, introduite dans plusieurs pays européens, est la rue scolaire : une zone piétonne autour d'une école (primaire), fermée temporairement à la circulation motorisée aux heures de rentrée et de sortie des classes dans le but d'apaiser la rue pour les enfants arrivants à pied ou à vélo.

## Éléments historiques

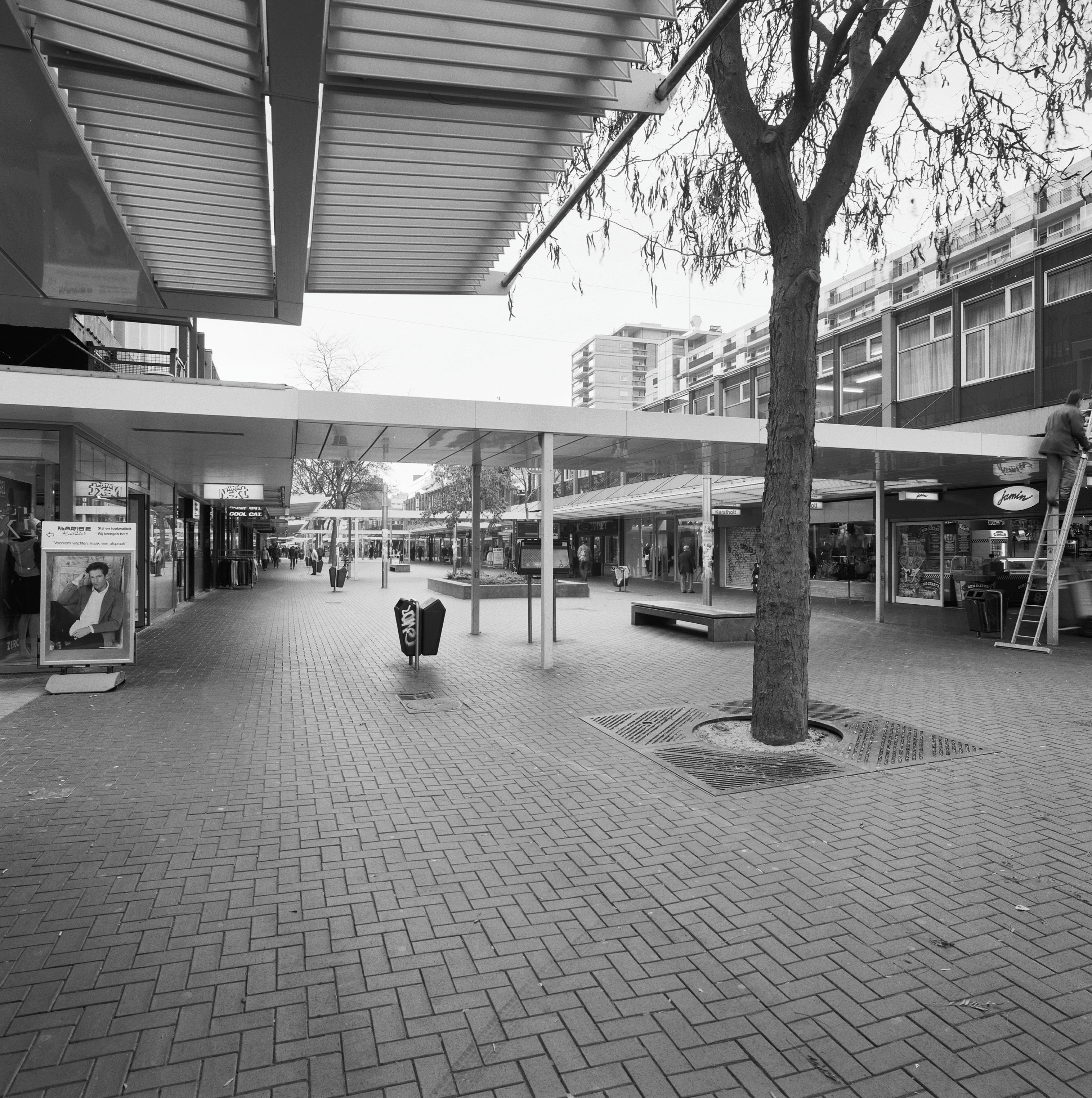
La Lijnbaan à Rotterdam, première exemple de piétonnisation en Europe dès 1953, est une référence en la matière.

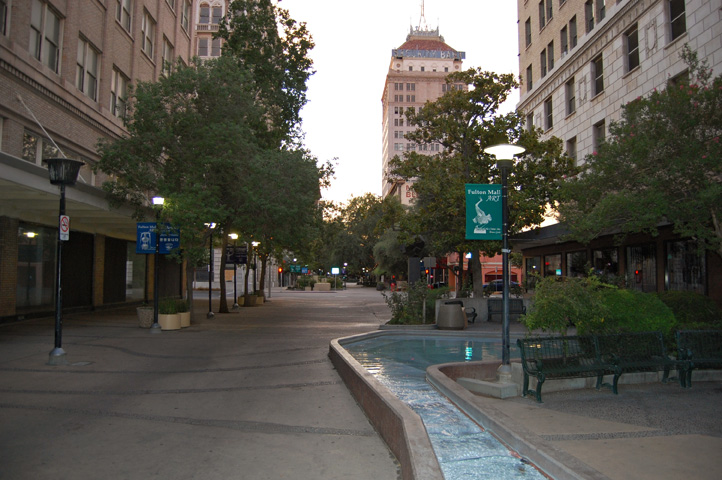
Aux États-Unis, un des premières expériences concerne l'aménagement de Fulton Mall en 1964. La piétonnisation y est conçue davantage comme une négation de la ville : les aménagements paysagers dominent et la douceur des courbes corrige la trop grande régularité du damier urbain.

La piétonnisation ou piétonisation correspond à un mouvement initié dans des municipalités européennes dès la fin des années 1950 à la suite de l'essor fulgurant de l’automobile à partir de cette décennie, consistant à développer des secteurs piétonniers dans un but de revitalisation des zones commerciales dans les centres-villes et de patrimonialisation des centres historiques. Les villes, en entamant un transfert modal de la voiture vers les mobilités dites douces, visent ainsi à donner la priorité au trafic lent en centre-ville et à favoriser la qualité et l'attractivité des quartiers piétonniers. Les centres piétonniers sont généralement rejetées par les commerçants à leur création et des urbanistes y voient des « gadgets électoraux » ou dénoncent un risque d'uniformisation, avec des aménagements piétonniers conçus selon des stéréotypes internationaux qui mettent en danger l'originalité des centres urbains. Les études ultérieures nuanceront forcement ces discours critiques,.
Les projets de création de centres piétonniers en Europe comme en Amérique du Nord suivent une dynamique assez semblable entre 1960 et 1980, années à partir desquelles émerge la notion de rues à priorité piétonne (développement des zones résidentielles sous l'influence des woonerfs, cours urbaines aménagées par des regroupements de parents aux Pays-Bas en 1976). En Europe, la volonté des municipalités de rééquilibrage de l'espace urbain par la valorisation des secteurs piétonniers, en a assuré la pérennité, au contraire de l'Amérique du Nord, où ils ont subi dans les années 1980 l'expansion des centres commerciaux de périphérie urbaine concurrençant les centres villes. 
En France, la première expérience d'envergure a lieu à Rouen en 1970 avec la mise en chantier sur plus de 1 500 m du secteur piétonnier du Gros-Horloge, qui est inauguré en 1972. Cette opération se fait dans une ambiance passionnée. En effet, « privés » du passage des automobilistes, les commerçants pensent que ces aménagements vont porter préjudice à leur activité et des urbanistes y voient des « gadgets électoraux ». Or, c'est l'effet inverse qui se produit (les enquêtes montrent que la mise en zone piétonnière se traduit par une augmentation de plus de 50 % de la clientèle et une évolution positive de l'aire d'achalandage), la mise en zone piétonnière créant un véritable engouement et devient un thème majeurs dans les projets d'espaces publics. Dans la majeure partie des villes, grandes ou moyennes, la piétonnisation ne porte que à l'origine que sur 500 à 700 m2 et correspond à la grande rue commerçante et aux alentours du centre-ville administratif et religieux. Elle s'étend dans les années 1980 aux villes petites : 34 municipalités sont équipées d'aménagements piétonniers en 1976, près de deux cents en 1981. Les pouvoirs municipaux devant face à des tensions entre les défenseurs de la voiture et les adeptes de la piétonnisation, des arbitrages les conduisent à mettre en place des projets de semi-piétonnisation (rétrécissement des chaussées, suppression du stationnement, « mise en plateau », etc.). Le décret du 30 juillet 2008 (qui a notamment institué les Zones de rencontre) modifie le statut des aires piétonnes. Dorénavant, tout stationnement y est interdit, les cyclistes y sont admis à la vitesse du pas.
« Les décennies 1960 et 1970 ont été déterminantes comme laboratoire de l'espace public urbain. Mais en faisant le choix radical de la stricte séparation des circulations, elles ont néanmoins limité d'elles-mêmes la possibilité d'établir des solutions autres que ponctuelles au sein des villes occidentales, ne permettant pas de régler de manière satisfaisante la question de la place de l'automobile et des différents modes de transport en ville. Celle-ci se trouve donc à nouveau posée aujourd'hui ».

## Caractéristiques
L'importance que revêt la marche à pied dans les déplacements piétonniers sur ces plateaux s'analyse à travers un indicateur, le partage modal par motif (% déplacements à pied) : lèche-vitrine et shopping, lieux d'étude, déplacements professionnels, domicile-travail (entrées et sorties de lieux de travail des travailleurs pendulaires), déplacements de loisirs urbains (vers des animations commerciales ou culturelles), flânerie, et divers. 
On retrouve principalement des zones piétonnières dans les centres historiques des villes. En effet, l'étroitesse des rues et l'offre réduite en places de stationnement pour automobiles ont conduit les urbanistes à encourager cette évolution. Aujourd'hui, le développement des zones piétonnières est également étroitement lié aux questions de protection de l'environnement et de la lutte contre les émissions de gaz à effet de serre rejetés par la circulation automobile.
L'aménagement d'une zone piétonnière coïncide souvent avec un développement du commerce et une attention particulière portée à l'embellissement des bâtiments (en lien parfois avec des outils du type : OPAH).
Grâce à l'écomobilité, on a rapidement pris conscience que la surface d'un plateau piétonnier n'est pas extensible à l'infini car les utilisateurs rechignent souvent à accomplir de trop grandes distances à pied. Il est donc important qu'une zone piétonnière de vastes dimensions soit doublée par un système efficace de transports en commun. La gamme est très étendue : du simple escalator au tramway en passant par le vélo. On peut aussi observer l'aménagement de zones de parkings payants. À Namur par exemple, plus on se rapproche du centre-ville, plus le tarif est élevé et la durée de stationnement est courte. Il existe aussi des zones de stationnement en dehors du centre-ville mais desservies par des navettes de bus gratuites.
En Belgique, l'adjectif piétonnier se transforme en nom commun petit à petit et remplace l'expression zone piétonne. On parlera alors par exemple de piétonnier de Bruxelles.

## Ville piétonnière
Une ville piétonnière est, comme son nom l'indique, une cité dont la majorité des rues est réservée aux piétons. Le caractère généralement touristique des rues piétonnières offre dans la majorité des cas, une infrastructure renouvelée et composée de réaménagements afin de rendre la promenade pédestre plus sûre et agréable. L'absence de modes motorisés contribue à augmenter confort acoustique, sécurité et liberté de mouvement. Les modes doux roulants sont néanmoins souvent autorisés dans ces espaces.
L'enquête comparative réalisée fin 2007 par Fubicy/CVC selon une méthodologie du CERTU et sur les conseils de l'ADEME adopte une méthodologie claire qui permet notamment de comparer les surfaces allouées aux aires piétonnes dans les villes françaises,.

### Classement des villes piétonnes en France[22]
1. Paris: 42-45 km.
- Détails : Rues piétonnes (30 km), berges de Seine (7,8 km), passages couverts (3 km), places (1-2 km). Pas d’extensions majeures prévues d’ici fin 2025, mais des consolidations autour des "rues aux écoles".

2. Montpellier: 34-40 km.
- Détails : Écusson (10-15 km), Antigone (2-3 km), berges du Lez (2,5 km), autres quartiers (5-8 km), places (2-3 km). Peu d’extensions majeures prévues d’ici fin 2025, mais consolidation des 34 km existants.

3. Bordeaux: 30-35 km.
- Détails : Centre-ville (4-5 km), Chartrons (2-3 km), Bordeaux Sud (4-6 km), quais (4-5 km), autres (4-6 km). Les extensions de février 2025 (Victoire - Sainte-Croix) sont partiellement en place.

4. Lyon: 25-30 km.
- Détails : Presqu’île actuelle (6-8 km), ZTL 2025 (+9 km), Vieux Lyon (3-4 km), Croix-Rousse (2-3 km), berges (6-7 km), autres (2-3 km). La ZTL Presqu’île avance, mais pas encore pleinement effective en mars.

5. Marseille: 10-15 km.
- Détails : Vieux-Port (2-3 km), Opéra/Panier (2-3 km), Corniche (1-2 km), autres (3-4 km). Extensions limitées d’ici 2025 (Canebière haute : +1-2 km possibles).

5. Toulouse: 10-15 km.
- Détails : Centre historique (3-5 km), rues adjacentes (2-3 km), berges Garonne (2-3 km), extensions (1-2 km). Peu de projets majeurs d’ici 2025.

5. Strasbourg: 10-15 km.
- Détails : Grande Île : 5-7 km (rues denses : Petite France, Cathédrale), Autres (Krutenau, quais) : 3-5 km, extensions récentes : 1-2 km (ex. rues autour des écoles).

5. Rennes: 10-15 km
- Détails: Centre historique (4-6 km), places (1-2 km), berges Vilaine (2-3 km), extensions (2-3 km).

5. Grenoble : 10-15 km
- Détails: Centre-ville (5-7 km), quais Isère (2-3 km), zones piétonnes autour tram (2-3 km).

8. Nantes: 8-12 km.
- Détails : Centre (Bouffay, Graslin) : 3-4 km, Quais de la Loire : 2-3 km (partiellement piétons), Rues aux écoles et zones 30 piétonnisées : 2-3 km, extensions 2025 : 1-2 km (projet en cours).

9. Lille: 7-10 km.
- Détails : Vieux Lille : 3-4 km (rues étroites), Grand-Place et alentours : 1-2 km, Rue de Béthune : 0,5-1 km, Autres (Wazemmes, extensions) : 2-3 km.

10. Nice: 6-10 km.
- Détails : Vieux Nice : Rues étroites, environ 2-3 km. Place Masséna et alentours : 1-2 km, Promenade des Anglais : 7 km, mais seulement 2-3 km strictement piétons (zones sans véhicules), Autres : 1-2 km (ex. rues piétonnes autour de Garibaldi).

#### Remarques
- Paris domine grâce à sa densité et ses berges aménagées, malgré une piétonnisation moins ambitieuse que Bordeaux ou Montpellier en proportion.
- Montpellier et Bordeaux se disputent la 2e place, Montpellier ayant un léger avantage actuel, mais Bordeaux pourrait dépasser avec ses projets 2025-2026 (44 km prévus).
- Lyon progresse avec la ZTL, mais reste en 4e position en mars 2025.
- Marseille, Toulouse, Strasbourg sont à égalité dans une fourchette modeste, reflétant des efforts inégaux.
- Nice, Nantes, Lille ferment le classement avec des zones piétonnes plus limitées, souvent concentrées dans les centres historiques.

### Quelques villes piétonnes en europe

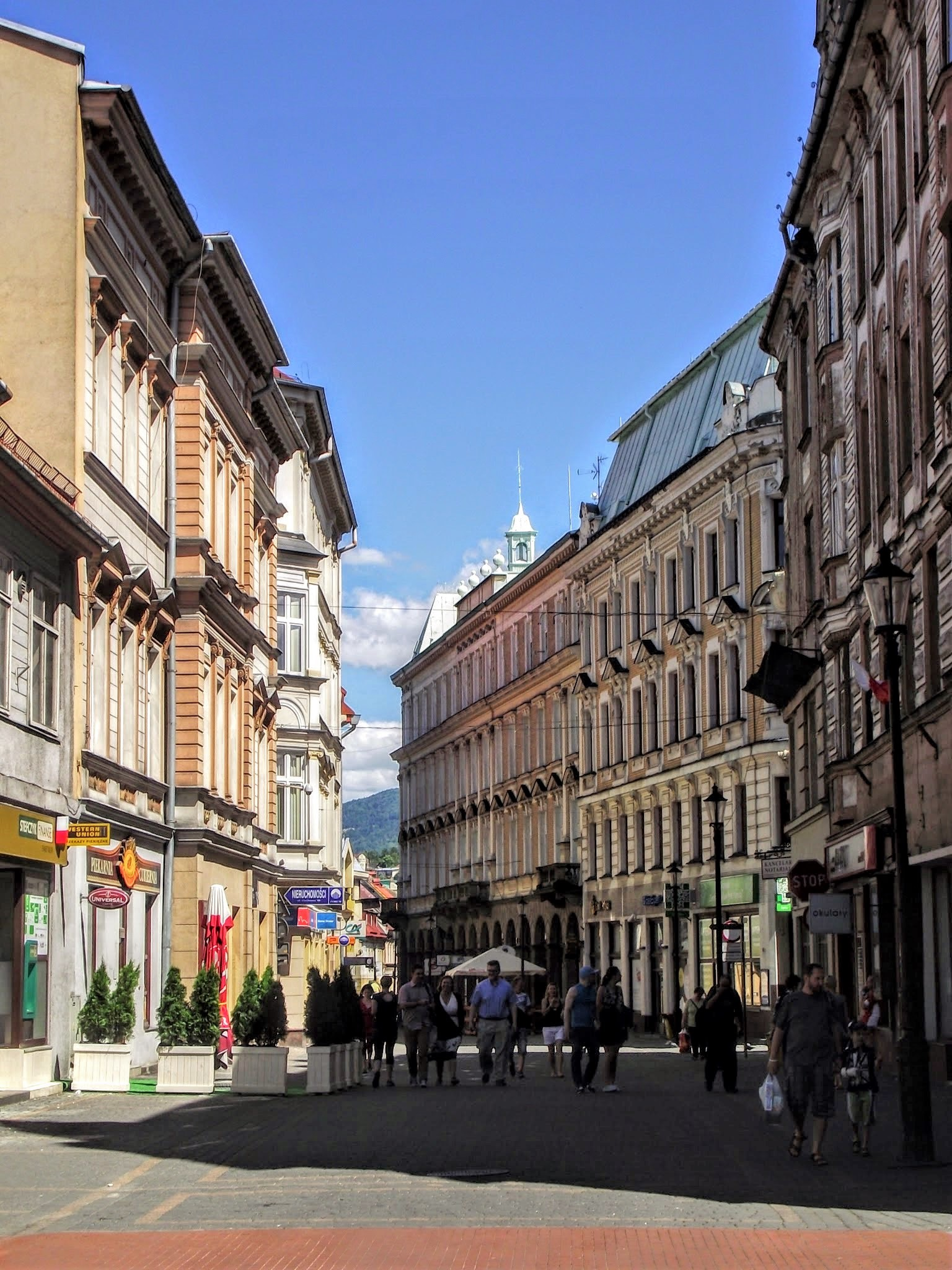
La rue principale piétonne de Bielsko-Biała en Pologne.

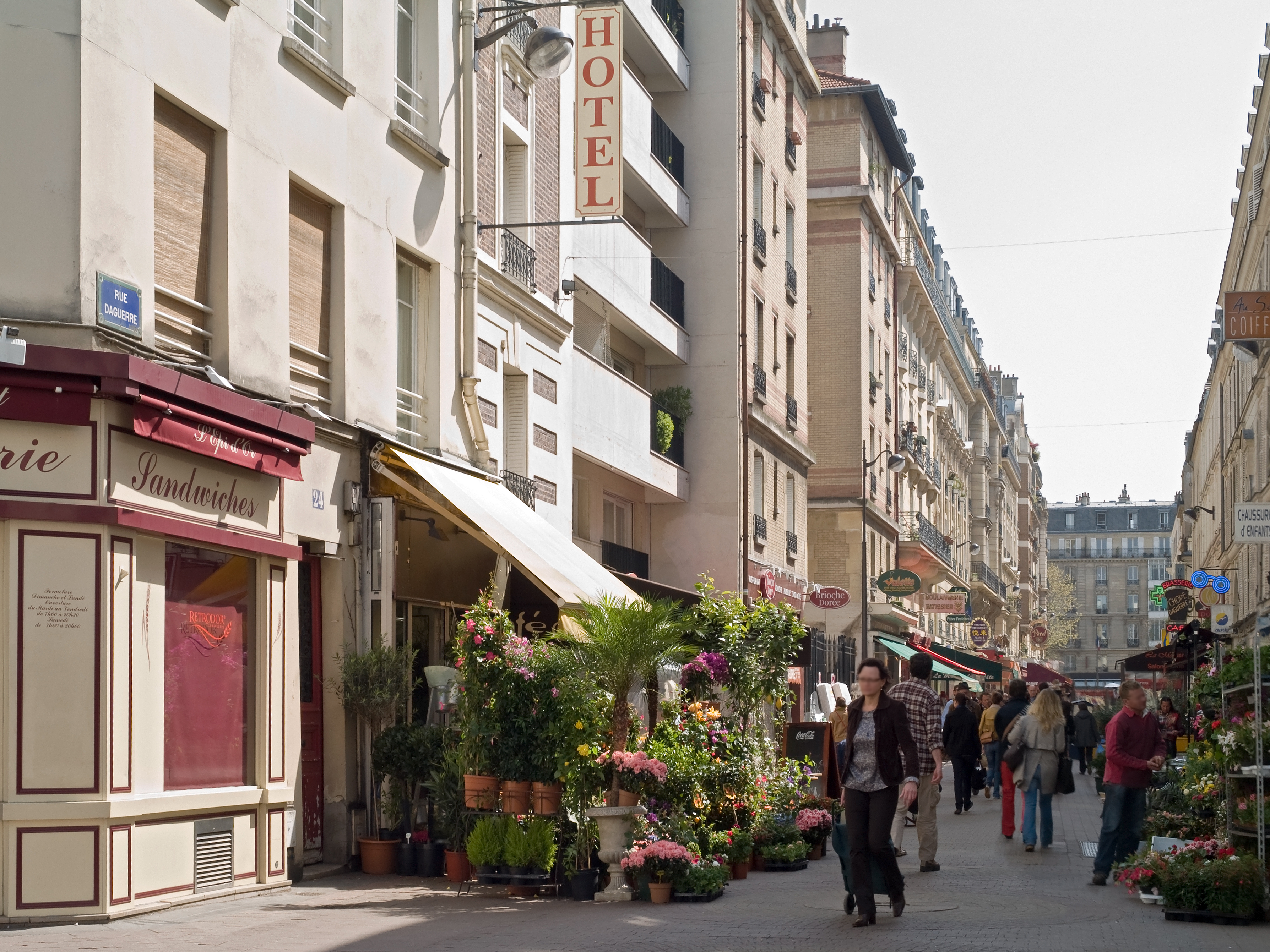
La partie piétonne de la rue Daguerre, à Paris.

- Amsterdam (Pays-Bas) : du fait des rues étroites et des berges des canaux réservées aux piétons, le centre-ville est quasi-piéton. Les larges axes sont utilisés par les lignes de tramway et les pistes cyclables.
- La Rambla, rue emblématique de Barcelone d'une longueur équivalente à la Königstrasse de Stuttgart avec ses 1200 m.
- La rue Sainte-Catherine, à Bordeaux, est la plus longue rue piétonne de France et une des plus longues rues piétonnes d'Europe.
- Strøget, rue commerçante principale de Copenhague
- Fès (Maroc) : la vieille ville, l'une des plus grandes au monde, est entièrement piétonnière. Le revêtement des rues est constitué de dalles de pierre.
- Giethoorn (Pays-Bas) : ville continentale entièrement piétonne. On s'y déplace à pied, à vélo ou en bateau.
- Pontevedra (Espagne): l'une des pionnières. Ville piétonne presque à 50%, sa vieille ville et son centre-ville son entièrement piétons. Elle est connue comme la ville où le piéton est roi [23].
- Königstrasse (Stuttgart), l'une des plus longues rues piétonnes commerçantes d’Europe et la plus longue d'Allemagne.
- Venise (Italie) : ville au milieu d'une lagune, en Italie, sans voitures, elle est reliée à la terre par un pont routier à 4 voies (2×2 voies). Les voitures se garent à l'extrémité de celui-ci, dans de grands parkings à l'entrée de la ville.
- Zermatt (Suisse) : cette station (1829) n'était accessible que par un train distant, puis les hôtels furent desservis par un tramway à partir de 1930 ; la ville n'a jamais connu d'autres automobiles que de service et électriques.

### Quartiers piétonniers
Un quartier piétonnier est un périmètre désigné, clairement identifié où les véhicules ont un accès limité. Il s'agit dans la plupart des cas de secteurs à vocation commerciale et touristique, dotés de caractéristiques historiques rendant difficile ou dangereuse la cohabitation de piétons et de véhicules. 
Un exemple est le quartier Petit Champlain, dans la ville de Québec, où l'accès aux véhicules est permis selon un horaire et des modalités très stricts, mais permettant tout de même aux commerçants d'être approvisionnés.
Dans certains cas, l'activité commerciale d'intense attractivité amène une nécessité de sécuriser les piétons dans un large périmètre autour des rues du ou des quartiers réservés au piétons. Les abords du plateau piétonnier sont définis comme des zones à vitesse très limitée rendant compatibles la circulation de proximité avec le flux de passage inter-quartier et le stationnement de résidence (par exemple des « zones 30 »).

## Aspects techniques de la mise en place de zone piétonnière
La zone piétonne peut être saisonnière ou permanente.

### Zone urbaine à voie non modifiée
La rue ne comportant plus la circulation de transit n'est équipée en général que de pancartes d'information du public, et la plupart du temps, des potelets ou de bornes de voirie amovibles situés aux différents points d'accès de la zone en limitent l'entrée. Il s'agit de zones qui sont dans des villes de loisirs à activité intense pour les périodes de vacances, avec le marché quotidien, et les boutiques de saison. Le stationnement sur rue ou place peut devenir payant dans la zone de proximité (de la même façon, le stationnement peut être gratuit en période estivale en grande ville).

### Zone urbaine à voie à structure modifiée
La rue est reprise par des entreprises de V.R.D aussi bien pour sa surface que pour son sous-sol. Le bitume est enlevé et un blocage de pierres naturelles issues de carrière ou un blocage de pavés béton est mis en place sur une dalle de béton supportant une couche de gravier et sable. L'ensemble des conduites de fluides est repositionné. Par exemple dans les rues du centre de Grenoble (1979).